# 梅州廣播電視台客家生活頻道
梅州广播电视台客家生活频道原名「梅州广播电视台客家公共频道」，俗称「梅州二台」或「梅视二套」，乃梅州广播电视台旗下的电视频道之一，首播於1994年，改組於2006年，是目前中国大陆地区首个全天候以客家话广播为主的电视频道。该频道以梅州为腹地，透過播放特製電視節目或綜藝節目，來主力宣揚客家人文特色。

## 沿革
- 2020年12月21日凌晨，梅州广播电视台旗下梅州-1及梅州-2更换原有的标清播控为高清播控，同月25日，梅州-1及梅州-2高清试播信号正式上线广东广电网络梅州分公司高清机顶盒。
- 2021年10月9日，梅州市广播电视台高清电视暨“客家生活频道”正式开播[1]，当天梅州-2早间开机时已更换所有包装为“客家生活频道”，唯独台标是当天15:32才更换为“客家生活”文字。
- 2023年4月10日，「客家新聞」欄目全新改版，除了將英文名由「KEJIA XINWEN」改為「HAKKA NEWS」之外，新欄目將聯同贛州、龍岩、三明等閩粵贛客屬地區電視台發佈大客家地區的經濟社會文化發展動態。[2]

## 主要欄目

### 以客家語廣播
- 客家新闻（原 《梅州新聞聯播（客家話版）》）
- 服务900
- 围龙故事
- 今日梅州
- 围屋人家
- 这里是客家
- 讲牙舍
- Q宝联盟
- 客语金曲推荐
- 直播中甲

### 以國語廣播
- 民生820
- 梅江新闻
- 梅州新闻联播

## 資料來源
1. ↑  . “这里是客家”微信公众号. 2021-10-10  [2024-08-14]. （原始内容存档于2024-08-14）.
2. ↑  . 梅州新闻联播 (新浪网). 2023-04-10  [2023-05-08]. （原始内容存档于2023-05-09）.

## 外部連結
- 官方网站 （页面存档备份，存于）（简体中文）